# Fågelbro
Fågelbro är en herrgård och två samlingar av bebyggelse i Värmdö kommun på en udde i västra delen av Fågelbrolandet. Huvudbyggnaden från 1700-talet i karolinsk stil fungerar som klubbhus för golfklubben Fågelbro G&CC

## Historik
Byn hette Ffuglabrocke 1544 och Fogelbroke 1551, då den bestod av tre gårdar. Den blev senare säteri. År 1903 såldes säteriet till bankiren Martin Geber (känt för Gebers konvalescenthem) och denne sålde i sin tur egendomen vidare 1918 till kapten Carl Cassel. Under dessa båda ägare byggdes nya stall och ladugårdar, förvaltar- och trädgårdsmästarbostäder, kontorsbyggnad mm. Cassel moderniserade den södra huvudbyggnaden (klubbhuset) och planerade även uppförandet av ett stort nytt corps-de-logis, ritat av arkitekten Torben Grut. Detta hus skulle placeras nedanför de karolinska byggnaden i trädgården (där swimmingpoolen nu ligger). Projektet blev aldrig genomfört men trädgården utvidgades med terrasser och planteringar

## Småort
Sedan 1990 betecknar SCB bebyggelsen sydväst om herrgården och vid vattnet som småorten Fågelbro. Från 2000 har sedan en ny bebyggelse nordost om herrgården avgränsats till en egen småort namnsatt till Fågelbro (östra delen).